# Johann Perthaler

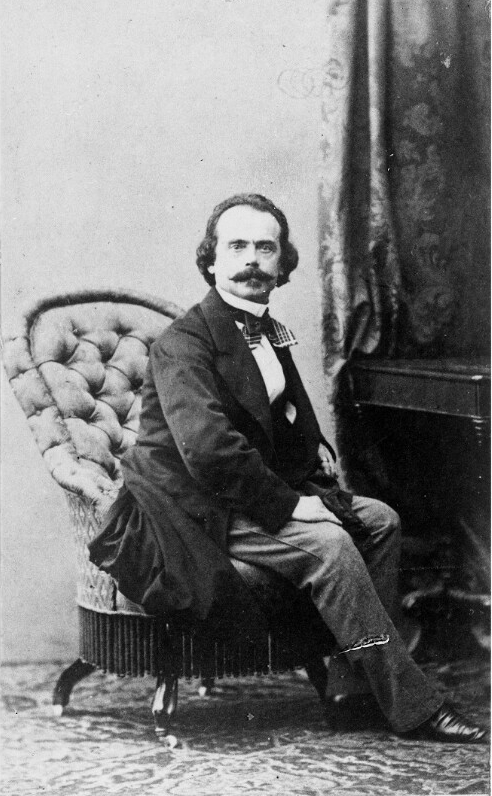
Johann Aloys Perthaler

Johann Aloys Perthaler (ab 1861 Ritter von) (* 31. Oktober 1816 in Olang; † 11. März 1862 in Wien) war ein österreichischer Jurist und Politiker.

## Leben
Perthaler war der Sohn des Distriktgerichtsarztes Joseph Perthaler und katholischer Konfession. Er studierte von 1835 bis 1840 Philosophie und Rechtswissenschaft an den Universitäten Innsbruck und Wien. 1842 wurde er in Wien zum Dr. jur. promoviert. Er war von 1840 bis 1842 Gerichtspraktikant in Wien und von 1842 bis Dezember 1848 Konzipient in einer Rechtsanwaltskanzlei in Wien.
Seit den 1840er Jahren arbeitete er auch als wissenschaftlicher und politischer Publizist und Mitarbeiter zahlreicher Zeitungen und Zeitschriften, u. a. der "Wiener Zeitung", der "Augsburger Allgemeinen Zeitung", der "Innsbrucker Zeitung" und des "Österreichischen Lloyds".
Von Januar 1849 bis 1850 war er Ministerialkonzipist im österreichischen Justizministerium in Wien und von 1849 bis 1853 auch Lehrer für Staatsrecht der Erzherzöge Ferdinand Maximilian und Carl Ludwig. Zwischen 1850 und 1854 arbeitete er als Staatsanwaltsubstitut bei der österreichischen Generalprokuratur in Wien (zeitweilige Verwendung im österreichischen Justizministerium). Von 1854 bis 1857 war er Landesgerichtsrat in Wien und seit 1854 auch Staatsprüfungskommissär für österreichisches Kirchenrecht in Wien. Zwischen 1857 und 1858 war er Ministerialsekretär und von 1858 bis 1859 Sektionsrat im österreichischen Innenministerium im Dienste des Generalgouverneurs von Lombardo-Venetien in Mailand. Zuletzt war er von 1859 bis 1862 Oberlandesgerichtsrat in Wien, wobei er seit 1861 zu außerordentlichen Dienstleistungen im österreichischen Staatsministerium beurlaubt war.
Seit 1842 war er Mitglied im Juridisch-Politischen Leseverein in Wien, seit 1846 Mitglied der Juridischen Fakultät und Societät in Wien und seit 1853 im Komitee für den Bau der Votivkirche in Wien (Sekretär und administrativer Leiter). In den 1850er Jahren unternahm er mehrere Reisen durch Deutschland, Italien und Frankreich.
Vom 1. März 1849 (für Franz Ferdinand von Mayern) bis zum 24. April 1849 vertrat er den Wahlkreis 4. Österreich unter der Enns (Wien, Wieden) in der Frankfurter Nationalversammlung. Im Parlament blieb er fraktionslos und stimmte mit dem Rechten Zentrum. Er gehörte zu den Abgeordneten, die gegen die Wahl Friedrich Wilhelms IV. zum Kaiser der Deutschen stimmten.
Er war Verfasser zahlreicher juristischer, politischer und belletristischer Schriften und Werke (u. a. „Recht und Geschichte. Zur encyklopädischen Einleitung in das Studium der Juridisch-Politischen Wissenschaften“, Wien 1843).